# Désimperméabilisation

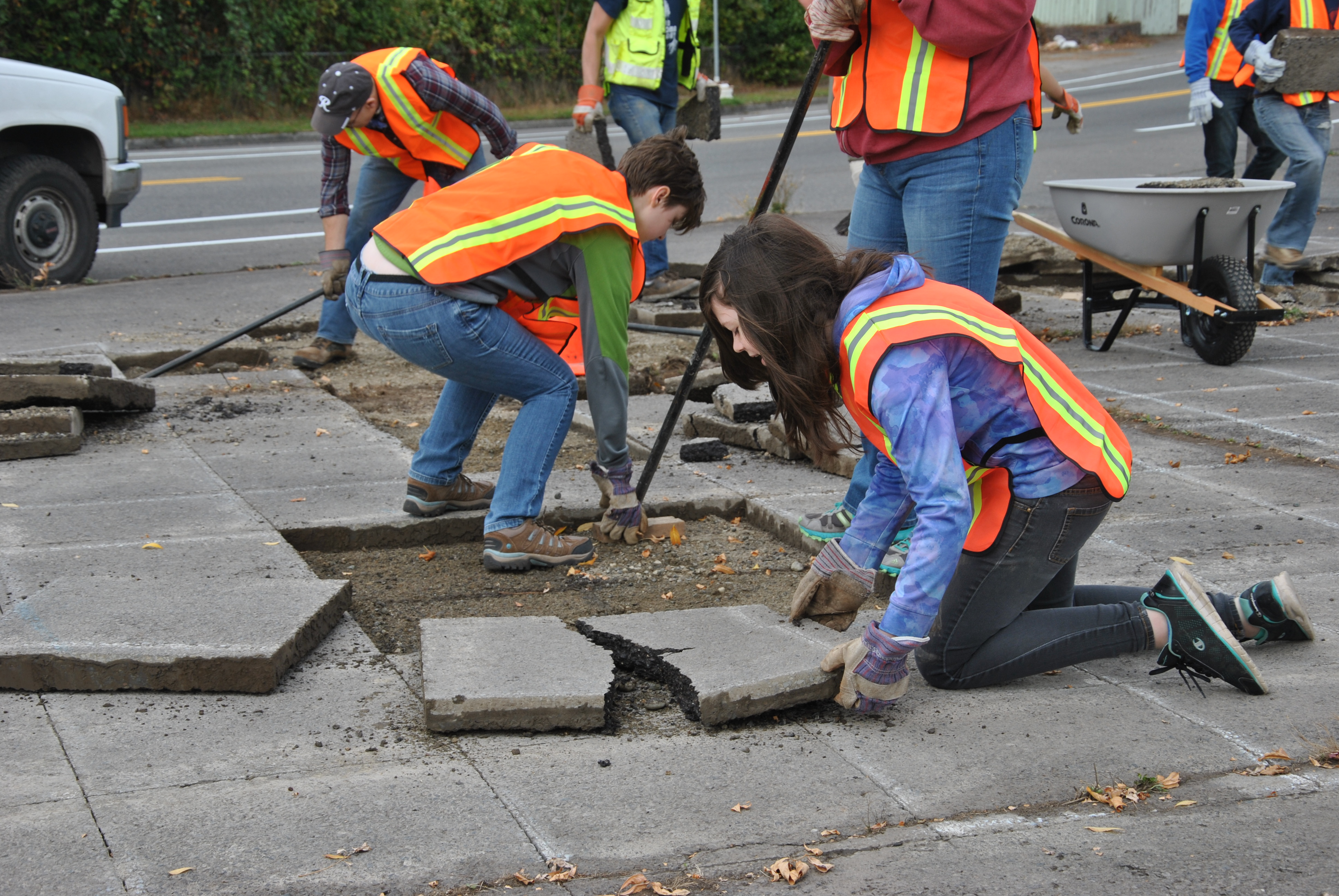
Dépavage dans le comté de Pierce, Washington.

La désimperméabilisation des sols, ou dépavage, consiste à retirer les surfaces imperméables et à les remplacer par des surfaces perméables, en particulier des espaces végétalisés,, et à déconnecter le rejet des eaux pluviales du réseau public.

## Objectifs
La désimperméabilisation vise plusieurs objectifs. Tout d'abord, elle vise à réduire le ruissellement et à prévenir des inondations : la végétation y parvient en favorisant l’infiltration, notamment grâce à la mise en place de noues végétalisées, réduisant ainsi les risques d'inondation et la surcharge des systèmes d'assainissement. La végétalisation permet de lutter contre les effets d'îlot de chaleur urbain, par la régulation thermique qu'offrent l'évapotranspiration et l’ombrage. Enfin, la qualité de l’eau se trouve améliorée, grâce à la filtration par les végétaux.

## Utilité
Parmi les solutions fondées sur la nature, la désimperméabilisation peut restaurer le cycle de l'eau et le caractère « multifonctionnel » des sols vivants, et notamment diminuer le ruissellement urbain en favorisant l'infiltration in situ (ou à la parcelle). Elle restaure aussi l'évaporation et l'évapotranspiration, qui peuvent contribuer à atténuer les bulles de chaleur urbaines, ce qui en fait l'un des outils de la transition écologique en zone urbaine. Elle doit cependant tenir compte de la présence éventuelle de sols pollués ou de sources de pollution, qu'il convient de contenir par un sol étanche.
Une étude de 2020 confirme que la désimperméabilisation a une grande efficacité pour augmenter la reconstitution des eaux souterraines.
En s'engageant dans une démarche de zéro artificialisation nette, les acteurs de l'immobilier, de l'habitat et de l'aménagement s'impliquent dans la désimperméabilisation et la renaturation.

## Stratégies et techniques
Les documents d’urbanismes permettent d’encadrer les stratégies principales de désimperméabilisation des sols. Le plan local d'urbanisme (PLU) est le document principal qui permet l’encadrement des actions mises en place pour ou contre l’imperméabilisation des sols, en accord avec le schéma de cohérence territoriale (SCoT) local.
En France, plusieure techniques favorisent l'infiltration ponctuelle et l'infiltration diffuse et linéaire. Elles sont résumées dans le tableau ci-dessous[pas clair].
| Infiltrations ponctuelles | Infiltrations diffuses et linéaires |
| ------------------------- | ----------------------------------- |
| Puits d'infiltration      | Noue                                |
| Bassin d'infiltration     | Tranchée infiltrante                |
| Pavés poreux              | Fossé                               |
| Jardins de pluie          |                                     |
| Parkings drainants        |                                     |

## Enjeux sociétaux

### Gestion des eaux pluviales
Les sols rendent potables les eaux pluviales en les filtrant à travers différentes couches (de sable, de terre, de roche). Le transfert de polluants est également limité entre les eaux souterraines et de surface, et des minéraux bons pour l’organisme y sont récupérés.

### Adaptation au changement climatique: lutte contre les îlots de chaleur
Dans le contexte du changement climatique, les villes sont davantage soumises aux épisodes caniculaires et aux îlots de chaleur urbains. Ceux-ci sont exacerbés par la présence de surfaces imperméables telles que le béton ou l’asphalte. Pour lutter contre ce phénomène, des surfaces perméables peuvent être intégrées aux villes, afin de mieux permettre à l’eau de s'infiltrer, puis de s’évaporer pour refroidir l’atmosphère.

### Développement de la biodiversité dans le sol et sur le sol
Le sol héberge 59 % de la biodiversité de la Terre. Celle-ci est fondamentale pour la production agricole. L’INRAE a démontré qu’une baisse de 30 % de la diversité microbienne des sols entraînait une baisse de 50 % de la productivité végétale et une baisse de 15 % de la capacité de récupération des plantes après une sécheresse. La désimperméabilisation permet de préserver cette biodiversité.

### Amélioration de la qualité de l’air
La désimperméabilisation des sols joue un rôle essentiel dans la réduction des particules fines et autres polluants présents dans l'air urbain. Les surfaces imperméables, comme le béton et l'asphalte, contribuent à l'accumulation de poussières et de polluants, qui se retrouvent facilement en suspension dans l'air[source insuffisante]. En réintroduisant des sols perméables et des espaces verts, les particules fines sont partiellement absorbées et retenues par la végétation. Les plantes, en particulier les arbres, agissent comme des filtres naturels, capturant les polluants atmosphériques tels que le dioxyde d'azote et les oxydes de soufre. Cette filtration améliore la qualité de l'air, réduisant ainsi les risques de maladies respiratoires et cardiovasculaires pour les habitants. En créant des espaces verts et des sols perméables, on renforce la capacité des écosystèmes urbains à purifier l'air tout en offrant des bénéfices en matière de santé publique.

### Bien-être mental et réduction du stress
La désimperméabilisation des sols offre des avantages significatifs pour le bien-être mental et la réduction du stress. Des études ont démontré que la présence d'espaces verts et de végétation dans les environnements urbains contribue à diminuer l'anxiété, la dépression et le stress, en favorisant des effets calmants et réparateurs sur le corps et l'esprit. La proximité d'espaces verts et la vue sur la végétation sont particulièrement bénéfiques pour la santé mentale, créant des environnements propices à la détente. En outre, la désimperméabilisation permet de réduire les nuisances liées à la pollution sonore et à la pollution visuelle, contribuant ainsi à un environnement plus apaisant. Ces espaces verts sont ainsi un lieu de ressourcement.

### Apport de nourriture
La désimperméabilisation des sols favorise la création de jardins partagés, qui participent à la production alimentaire locale. Ces jardins permettent aux habitants de cultiver des légumes, des fruits et des herbes, contribuant ainsi à une alimentation plus saine et plus durable. En transformant des espaces autrefois bétonnés en zones cultivables, la désimperméabilisation améliore la qualité des sols et permet une meilleure gestion de l'eau, essentielle pour l'agriculture urbaine. Les jardins partagés participent ainsi à la résilience des villes, améliorant la sécurité alimentaire.
Les jardins partagés renforcent également les liens sociaux entre les habitants, créant des espaces de rencontre et de partage.

## Exemples
- Portland facture des frais d'imperméabilisation afin de couvrir le coût de la gestion du ruissellement, incitant donc au dépavage[2].
- Eindhoven, aux Pays-Bas, a désimperméabilisé des parties de sa région[7].
- Louvain, en Belgique, prévoit de désimperméabiliser une partie de la ville dans le cadre de son plan Louvain 2050 afin de devenir neutre en carbone et lutter contre l'effet d'îlot de chaleur urbain[15].

### En France
- Le Grand Narbonne s'engage dans une démarche de désimperméabilisation des sols, inscrite dans son SCOT[16].
- L'association Sous les pavés s'engage dans une démarche participative de désimperméabiliastion et renaturation d'espaces publics[17].
- La région Île-de-France déconstruit 3,5 hectares de surfaces bitumineuses et bétonnées de l'ancien parking de l’hippodrome de Ris-Orangis[18],[19].
- En 2024, Toulouse, dans le cadre de son plan fraicheur, annonce 100 000 arbres plantés de 2020 à 2030, tout en « débitumant » près de 52 000 m2 en 2024 (soit la surface de plus de huit terrains de rugby)[20].
- Dans le sud de Lyon, le quartier Confluence engage des travaux de désimperméabilisation des sols depuis les années 2000 (voir ci-dessous).

## Cas pratique: Lyon Confluence quartier Sainte-Blandine
Après le déclin de l’industrialisation, la métropole de Lyon a mis en place des projets d’aménagement, notamment portés par le maire Raymond Barre dans les années 1990.

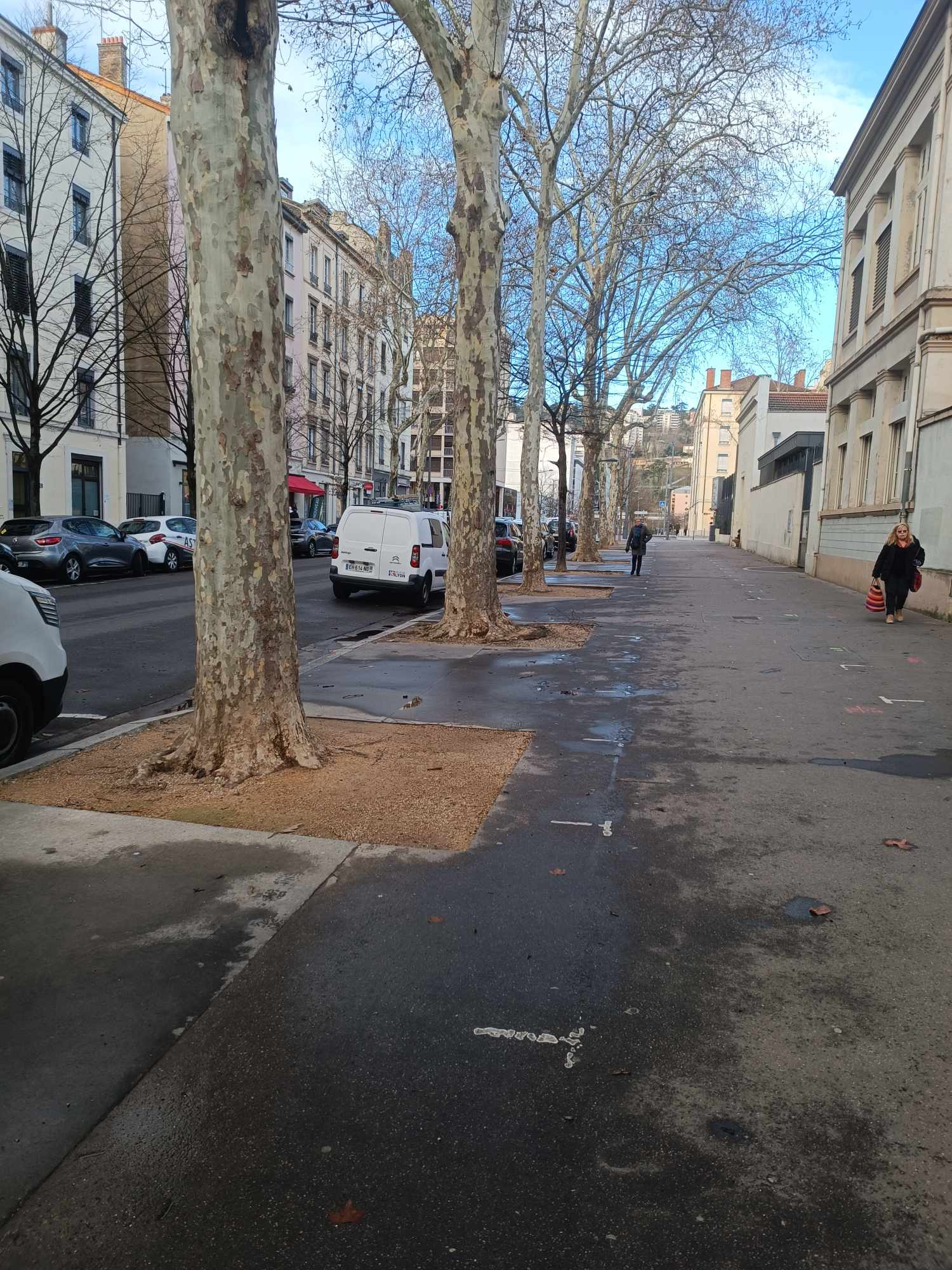
Exemple de rue imperméabilisée (cours Bayard, à Lyon).

Depuis les années 2000, La Confluence, dans le sud lyonnais, engage des travaux de désimperméabilisation des sols. C'est particulièrement le cas du quartier Sainte Blandine, quartier de Lyon 2e situé aux abords de la gare de Lyon-Perrache et géré par l'aménageur SPL. Ancien territoire en friche, Sainte-Blandine était l’un des quartiers industriels de Lyon, logeant des ouvriers. Il est né de la volonté du maire de développer un pôle de puissance pouvant concurrencer le pouvoir parisien et s’inscrire dans la mondialisation. L'entreprise d'aménagement, qui dispose de financements de l'Union européenne, compte rendre le quartier d'habitations historique plus agréable à vivre, en créant plus d'espaces verts et valorisant les usages[C'est-à-dire ?], pour que l'espace public ne soit plus une simple zone de passage[source secondaire souhaitée]. De plus, il entend limiter au maximum l'intervention humaine, en utilisant des solutions fondées sur la nature, qui sont économiques et écologiques.
L’aménagement de toute zone urbaine, Sainte-Blandine y compris, nécessite, en premier lieu, de prendre en compte les usages quotidiens de chaque habitant (le marché, la circulation, etc.). De surcroît, les changements faisant suite à un projet demandent aux habitants de s’adapter et de changer certaines de leurs habitudes. Le choix innovant de la renaturation spontanée, qui nécessite 3 à 10 ans pour observer les résultats escomptés, peut être mal perçu par la population[réf. souhaitée]. 